# 1624
Il 1624 (MDCXXIV in numeri romani) è un anno bisestile del XVII secolo.

## Eventi
- Costruzione del primo sottomarino da parte di Cornelis Drebbel.
- Marco Antonio de Dominis pubblica il trattato Euripus, seu de fluxu et refluxu maris sententia, sulla spiegazione del fenomeno delle maree, probabilmente derivato dall'opera di Seleuco di Babilonia.
- Composizione di "Tancredi e Clorinda" da parte di Claudio Monteverdi.
- 19 marzo – La città di Argenta (FE) venne completamente distrutta da un violento terremoto.
- Epidemia di peste a Palermo.

## Nati

### Gennaio
- 1º gennaio - Olov Svebilius, arcivescovo svedese († 1700)
- 3 gennaio - Agostino Favoriti, poeta, presbitero e latinista italiano († 1682)
- 9 gennaio - Meishō, imperatore giapponese († 1696)
- 14 gennaio - Pedro Roldán, scultore spagnolo († 1699)
- 16 gennaio - Pierre Lambert de la Motte, missionario e vescovo cattolico francese († 1679)
- 17 gennaio - Guarino Guarini, architetto e teorico dell'architettura italiano († 1683)
- 18 gennaio - Tirso González de Santalla, gesuita spagnolo († 1705)
- 26 gennaio - Giorgio Guglielmo di Brunswick-Lüneburg, nobile tedesco († 1705)
- 31 gennaio - Arnold Geulincx, filosofo fiammingo († 1669)

### Marzo
- 1º marzo - Jean Baptiste de La Quintinie, agronomo francese († 1688)
- 6 marzo - Johann Georg Albini, scrittore tedesco († 1679)
- 12 marzo - Damian Hartard von der Leyen, arcivescovo cattolico tedesco († 1678)
- 21 marzo - François Roberday, organista e compositore francese († 1680)
- 21 marzo - Paolo Segneri, gesuita, scrittore e predicatore italiano († 1694)
- 26 marzo - Giovanni Battista Montecuccoli-Laderchi, nobile e diplomatico italiano († 1688)
- 30 marzo - Pier Francesco Gianoli, pittore italiano († 1692)
- 31 marzo - Antoine Pagi, storico e presbitero francese († 1699)

### Aprile
- 4 aprile - Francesco Maria di Lorena, nobile francese († 1694)
- 9 aprile - Henrik Ruse, ingegnere militare olandese († 1679)
- 12 aprile - Carlo Amedeo di Savoia-Nemours, nobile francese († 1652)
- 24 aprile - Jan Peeters il Vecchio, pittore e disegnatore fiammingo († 1677)
- 24 aprile - Giuseppe Sardi, architetto italiano († 1699)
- 26 aprile - Al-Hurr al-'Amili, teologo e giurista arabo († 1693)

### Maggio
- 30 maggio - Leopoldo Federico di Württemberg-Mömpelgard, duca tedesco († 1662)
- 31 maggio - Franco Folli, medico italiano († 1685)

### Giugno
- 3 giugno - Marcantonio Vincentini, vescovo cattolico e diplomatico italiano († 1692)
- 15 giugno - Hiob Ludolf, orientalista tedesco († 1704)

### Luglio
- 9 luglio - Lazzaro Mocenigo, ammiraglio italiano († 1657)

### Agosto
- 22 agosto - Jean Regnault de Segrais, poeta, letterato e traduttore francese († 1701)
- 25 agosto - François d'Aix de La Chaise, gesuita francese († 1709)

### Settembre
- 5 settembre - Nicolò Mascardi, gesuita, missionario e esploratore italiano († 1674)
- 9 settembre - Alphonse de Berghes, arcivescovo cattolico belga († 1689)
- 10 settembre - Thomas Sydenham, medico inglese († 1689)
- 26 settembre - Edmund Dickinson, medico e alchimista inglese († 1707)

### Ottobre
- 5 ottobre - Gaspar de Witte, pittore fiammingo († 1681)
- 26 ottobre - Dosoftei, monaco cristiano e letterato romeno († 1693)
- 27 ottobre - Caterino Corner, militare italiano († 1669)
- 30 ottobre - Paul Pellisson, scrittore e storico francese († 1693)

### Novembre
- 3 novembre - Thomas Holme, architetto e urbanista statunitense († 1695)
- 3 novembre - Jean II d'Estrées, ammiraglio francese († 1707)
- 15 novembre - Pietro Nati, medico e naturalista italiano († 1715)
- 16 novembre - Barent Fabritius, pittore, incisore e disegnatore olandese († 1673)

### Dicembre
- 25 dicembre - Angelus Silesius, poeta e mistico tedesco († 1677)

### Senza giorno specificato
- Giovanni Andrea Angelini Bontempi, compositore italiano († 1705)
- Karl Konrad von Beroldingen, diplomatico e militare svizzero († 1706)
- Jan van de Cappelle, pittore olandese († 1679)
- Valerio Castello, pittore italiano († 1659)
- Chen Yuanyuan, attrice teatrale cinese († 1681)
- Coxinga, ufficiale cinese († 1662)
- Dong Xiaowan, poetessa e scrittrice cinese († 1651)
- Anna Eriksdotter,  svedese († 1704)
- George Fox, predicatore inglese († 1691)
- Edward Howard, drammaturgo inglese († 1700)
- Innocenzo Innocenti, religioso italiano († 1697)
- Luca Maria Invrea, doge († 1693)
- Monsù Bernardo, pittore danese († 1687)
- Kou Baimen, poetessa cinese
- Pierre Le Picard, pirata francese († 1690)
- Li Xiangjun, musicista cinese († 1654)
- Nicolas-Pierre Loir, pittore e incisore francese († 1679)
- Francesco Maria Rini, vescovo cattolico italiano († 1696)
- Micheł Kazimierz Pac, nobile († 1682)
- Federico di Nassau-Zuylestein, militare olandese († 1672)
- Richard Nicolls, militare britannico († 1672)
- Antonio Oliva, teologo e scienziato italiano († 1689)
- René Ouvrard, compositore, musicista e presbitero francese († 1694)
- Giovanni Antonio Pandolfi Mealli, compositore italiano
- Nicolas Perrault, teologo francese († 1662)
- Vincenzo Pietrosanti, scultore italiano († 1694)
- Louise de Prie, nobildonna francese († 1709)
- Antonio Raggi, scultore svizzero († 1686)
- Pieter van Ruijven, mecenate olandese († 1674)
- Marc'Antonio Savelli, giurista italiano († 1695)
- Agostino Spinola, doge († 1692)
- Orazio Talami, pittore italiano († 1708)
- Pieter Thys, pittore fiammingo († 1677)
- Pompeo Varese, arcivescovo cattolico e diplomatico italiano († 1678)
- Lucas Vorsterman il Giovane, incisore fiammingo
- Carlo I de Mari, nobile italiano († 1697)

## Morti

### Gennaio
- 3 gennaio - Jacopo Inghirami, ammiraglio italiano (n. 1565)
- 14 gennaio - Antonio Talpa, religioso italiano (n. 1536)
- 18 gennaio - Giovanni III d'Aragona Tagliavia, nobile italiano (n. 1585)
- 24 gennaio - Antonio Pagni, presbitero e religioso italiano (n. 1556)

### Febbraio
- 4 febbraio - Vicente Espinel, poeta, romanziere e musicista spagnolo (n. 1550)
- 6 febbraio - Lamoral I di Ligne, diplomatico belga (n. 1563)
- 10 febbraio - Wawrzyniec Gembicki, arcivescovo cattolico polacco (n. 1559)
- 12 febbraio - George Heriot, orafo e filantropo scozzese (n. 1563)
- 14 febbraio - Giulio Cesare Lagalla, filosofo e medico italiano (n. 1571)
- 16 febbraio - Ludovic Stewart, II duca di Lennox, nobile e politico scozzese (n. 1574)
- 16 febbraio - Juan de Mariana, gesuita, teologo e storico spagnolo (n. 1536)
- 20 febbraio - Domenico Paganelli, architetto e monaco cristiano italiano (n. 1545)
- 21 febbraio - Dirck van Baburen, pittore olandese
- 21 febbraio - Giovanni Adolfo di Schleswig-Holstein-Sonderburg-Norburg, nobile danese (n. 1576)

### Marzo
- 9 marzo - Orazio Navazzotti, letterato italiano
- 13 marzo - Matteo Priuli, cardinale italiano (n. 1577)
- 17 marzo - Antonio Caetani, cardinale italiano (n. 1566)
- 22 marzo - Cesare II Fregoso, condottiero italiano
- 27 marzo - Richard Cocks, navigatore e mercante britannico (n. 1566)

### Aprile
- 1º aprile - Virginio Cesarini, poeta italiano (n. 1595)
- 3 aprile - Kemankeş Kara Ali Pascià, politico ottomano (n. 1580)
- 4 aprile - Pietro Zlojutrić, vescovo cattolico bosniaco (n. 1565)
- 17 aprile - Maria Anna di Gesù Navarro, religiosa spagnola (n. 1565)
- 24 aprile - Francesco Borgani, pittore e restauratore italiano
- 24 aprile - Paolo Emilio Filonardi, arcivescovo cattolico italiano (n. 1580)

### Maggio
- 13 maggio - Alessandro d'Este, cardinale e vescovo cattolico italiano (n. 1568)
- 23 maggio - Aurelio Lomi, pittore italiano (n. 1556)

### Giugno
- 7 giugno - Giuseppe Biancani, gesuita, matematico e astronomo italiano (n. 1566)
- 28 giugno - Ridolfo Campeggi, letterato e poeta italiano (n. 1565)

### Luglio
- 6 luglio - Ottavio Ridolfi, cardinale e vescovo cattolico italiano (n. 1582)
- 7 luglio - Lamoral de Tassis, conte (n. 1557)
- 22 luglio - García de Silva y Figueroa, diplomatico spagnolo (n. 1550)
- 30 luglio - Esmé Stewart, III duca di Lennox, nobile scozzese (n. 1579)
- 31 luglio - Enrico II di Lorena, duca francese (n. 1563)

### Agosto
- 4 agosto - Emanuele Filiberto di Savoia, militare (n. 1588)
- 20 agosto - Francesco Andreini, attore teatrale e drammaturgo italiano
- 30 agosto - Napoleone Comitoli, vescovo cattolico italiano (n. 1548)

### Settembre
- 5 settembre - Gregorio Carbonelli, vescovo cattolico e teologo italiano (n. 1561)
- 8 settembre - Marco Antonio de Dominis, arcivescovo cattolico, teologo e scienziato dalmata (n. 1560)
- 9 settembre - Francesco Sforza, cardinale italiano (n. 1562)
- 12 settembre - Ketevan, regina georgiana
- 14 settembre - Jean des Porcelets de Maillane, vescovo cattolico francese (n. 1581)
- 18 settembre - Pedro Osores de Ulloa, generale spagnolo (n. 1554)
- 23 settembre - Willem Buytewech, pittore, incisore e disegnatore olandese (n. 1591)
- 24 settembre - Pedro Téllez-Girón, III duca di Osuna, politico e militare spagnolo (n. 1574)
- 25 settembre - Fronton du Duc, gesuita, grecista e teologo francese (n. 1558)
- 28 settembre - Simón de Rojas, presbitero spagnolo (n. 1552)

### Ottobre
- 1º ottobre - Nicolas Brûlart de Sillery, politico e nobile francese (n. 1544)
- 17 ottobre - Kōdai-in, monaco buddista giapponese
- 22 ottobre - Aelius Everhardus Vorstius, medico e botanico olandese (n. 1565)

### Novembre
- 5 novembre - Charles Alexandre de Croÿ, militare belga (n. 1581)
- 10 novembre - Henry Wriothesley, III conte di Southampton, conte britannico (n. 1573)
- 13 novembre - Erpenius, orientalista olandese (n. 1584)
- 14 novembre - Costanzo Antegnati, compositore e organaro italiano (n. 1549)
- 17 novembre - Jacob Böhme, filosofo, teologo e mistico tedesco (n. 1575)
- 17 novembre - Fabrizio Verallo, cardinale e vescovo cattolico italiano (n. 1560)
- 26 novembre - Benedikt Carpzov il Vecchio, docente e giurista tedesco (n. 1565)

### Dicembre
- 5 dicembre - Gaspard Bauhin, botanico svizzero (n. 1560)
- 6 dicembre - Francesco Contarini, doge (n. 1556)
- 9 dicembre - Flaminio Scala, attore teatrale e comico italiano (n. 1552)
- 10 dicembre - Ahmad Sirhindi, teologo indiano (n. 1564)
- 14 dicembre - Hans Francken, pittore fiammingo (n. 1581)
- 14 dicembre - Charles Howard, I conte di Nottingham, nobile, politico e militare britannico (n. 1536)
- 21 dicembre - Francisco Desquivel, arcivescovo cattolico spagnolo (n. 1550)
- 26 dicembre - Simon Marius, astronomo tedesco (n. 1573)
- 28 dicembre - Carlo d'Asburgo, vescovo cattolico austriaco (n. 1590)
- 29 dicembre - Thomas Edge, esploratore e mercante inglese (n. 1587)

### Senza giorno specificato
- Patrick Anderson, gesuita scozzese (n. 1575)
- Martin Becanus, teologo olandese (n. 1563)
- Osias Beert, pittore fiammingo
- Isabella Cristina Berinzaga, mistica italiana
- Giovanni Maria Boldù, politico italiano (n. 1547)
- Fabrizio Branciforte, nobile e politico italiano (n. 1551)
- Jacques Cappel, religioso francese (n. 1570)
- Vincenzo Casciarolo, chimico e alchimista italiano (n. 1571)
- Cesare Clementini, storico e scrittore italiano (n. 1561)
- Tamás Erdődy, generale e nobile croato (n. 1558)
- Antoine Fabre, grammatico e presbitero francese (n. 1557)
- Antoine Favre, giurista francese (n. 1557)
- Richard Field, tipografo e editore inglese (n. 1561)
- Fukushima Masanori, generale giapponese (n. 1561)
- Jasper van der Lanen, pittore fiammingo
- Francesco Lanario, militare e umanista italiano (n. 1588)
- Orazio Ludovisi, I duca di Fiano, militare e diplomatico italiano (n. 1561)
- Claude Mangot de Villeran et Villarceau, politico e nobile francese (n. 1556)
- Mere Hüseyin Pascià, politico ottomano
- Vincenzo Mirabella, storico, archeologo e architetto italiano (n. 1570)
- Gaspare Murtola, poeta e scrittore italiano (n. 1570)
- Ngola Mbandi, re
- François Didier Nomé, pittore francese
- Orlando Pescetti, pedagogista e letterato italiano (n. 1556)
- Scipione Porzio, filosofo, medico e scrittore italiano (n. 1538)
- Mariotto Radi, scultore, intagliatore e architetto italiano
- Giulio Cesare Stella, poeta e umanista italiano (n. 1564)
- Juan de Torquemada, spagnolo
- Christoph Trechsler, artigiano tedesco (n. 1546)
- Luis Tristán, pittore spagnolo (n. 1586)
- Guilliam Van Deynen, pittore fiammingo (n. 1575)
- Lodovico Vanelli, scultore e stuccatore svizzero
- Sebastián Vizcaíno, militare, esploratore e diplomatico spagnolo (n. 1548)
- Melchior Wildrich, politico e condottiero svizzero (n. 1541)

## Calendario
| Calendario 1624 | Calendario 1624 | Calendario 1624 | Calendario 1624 | Calendario 1624 | Calendario 1624 | Calendario 1624 | Calendario 1624 | Calendario 1624 | Calendario 1624 | Calendario 1624 | Calendario 1624 | Calendario 1624 | Calendario 1624 | Calendario 1624 | Calendario 1624 | Calendario 1624 | Calendario 1624 | Calendario 1624 | Calendario 1624 | Calendario 1624 | Calendario 1624 | Calendario 1624 | Calendario 1624 | Calendario 1624 | Calendario 1624 | Calendario 1624 | Calendario 1624 | Calendario 1624 | Calendario 1624 | Calendario 1624 | Calendario 1624 | Calendario 1624 |
| --------------- | --------------- | --------------- | --------------- | --------------- | --------------- | --------------- | --------------- | --------------- | --------------- | --------------- | --------------- | --------------- | --------------- | --------------- | --------------- | --------------- | --------------- | --------------- | --------------- | --------------- | --------------- | --------------- | --------------- | --------------- | --------------- | --------------- | --------------- | --------------- | --------------- | --------------- | --------------- | --------------- |
|                 | 1               | 2               | 3               | 4               | 5               | 6               | 7               | 8               | 9               | 10              | 11              | 12              | 13              | 14              | 15              | 16              | 17              | 18              | 19              | 20              | 21              | 22              | 23              | 24              | 25              | 26              | 27              | 28              | 29              | 30              | 31              |                 |
| Gennaio         | Lu              | Ma              | Me              | Gi              | Ve              | Sa              | Do              | Lu              | Ma              | Me              | Gi              | Ve              | Sa              | Do              | Lu              | Ma              | Me              | Gi              | Ve              | Sa              | Do              | Lu              | Ma              | Me              | Gi              | Ve              | Sa              | Do              | Lu              | Ma              | Me              |                 |
| Febbraio        | Gi              | Ve              | Sa              | Do              | Lu              | Ma              | Me              | Gi              | Ve              | Sa              | Do              | Lu              | Ma              | Me              | Gi              | Ve              | Sa              | Do              | Lu              | Ma              | Me              | Gi              | Ve              | Sa              | Do              | Lu              | Ma              | Me              | Gi              |                 |                 |                 |
| Marzo           | Ve              | Sa              | Do              | Lu              | Ma              | Me              | Gi              | Ve              | Sa              | Do              | Lu              | Ma              | Me              | Gi              | Ve              | Sa              | Do              | Lu              | Ma              | Me              | Gi              | Ve              | Sa              | Do              | Lu              | Ma              | Me              | Gi              | Ve              | Sa              | Do              |                 |
| Aprile          | Lu              | Ma              | Me              | Gi              | Ve              | Sa              | Do              | Lu              | Ma              | Me              | Gi              | Ve              | Sa              | Do              | Lu              | Ma              | Me              | Gi              | Ve              | Sa              | Do              | Lu              | Ma              | Me              | Gi              | Ve              | Sa              | Do              | Lu              | Ma              |                 |                 |
| Maggio          | Me              | Gi              | Ve              | Sa              | Do              | Lu              | Ma              | Me              | Gi              | Ve              | Sa              | Do              | Lu              | Ma              | Me              | Gi              | Ve              | Sa              | Do              | Lu              | Ma              | Me              | Gi              | Ve              | Sa              | Do              | Lu              | Ma              | Me              | Gi              | Ve              |                 |
| Giugno          | Sa              | Do              | Lu              | Ma              | Me              | Gi              | Ve              | Sa              | Do              | Lu              | Ma              | Me              | Gi              | Ve              | Sa              | Do              | Lu              | Ma              | Me              | Gi              | Ve              | Sa              | Do              | Lu              | Ma              | Me              | Gi              | Ve              | Sa              | Do              |                 |                 |
| Luglio          | Lu              | Ma              | Me              | Gi              | Ve              | Sa              | Do              | Lu              | Ma              | Me              | Gi              | Ve              | Sa              | Do              | Lu              | Ma              | Me              | Gi              | Ve              | Sa              | Do              | Lu              | Ma              | Me              | Gi              | Ve              | Sa              | Do              | Lu              | Ma              | Me              |                 |
| Agosto          | Gi              | Ve              | Sa              | Do              | Lu              | Ma              | Me              | Gi              | Ve              | Sa              | Do              | Lu              | Ma              | Me              | Gi              | Ve              | Sa              | Do              | Lu              | Ma              | Me              | Gi              | Ve              | Sa              | Do              | Lu              | Ma              | Me              | Gi              | Ve              | Sa              |                 |
| Settembre       | Do              | Lu              | Ma              | Me              | Gi              | Ve              | Sa              | Do              | Lu              | Ma              | Me              | Gi              | Ve              | Sa              | Do              | Lu              | Ma              | Me              | Gi              | Ve              | Sa              | Do              | Lu              | Ma              | Me              | Gi              | Ve              | Sa              | Do              | Lu              |                 |                 |
| Ottobre         | Ma              | Me              | Gi              | Ve              | Sa              | Do              | Lu              | Ma              | Me              | Gi              | Ve              | Sa              | Do              | Lu              | Ma              | Me              | Gi              | Ve              | Sa              | Do              | Lu              | Ma              | Me              | Gi              | Ve              | Sa              | Do              | Lu              | Ma              | Me              | Gi              |                 |
| Novembre        | Ve              | Sa              | Do              | Lu              | Ma              | Me              | Gi              | Ve              | Sa              | Do              | Lu              | Ma              | Me              | Gi              | Ve              | Sa              | Do              | Lu              | Ma              | Me              | Gi              | Ve              | Sa              | Do              | Lu              | Ma              | Me              | Gi              | Ve              | Sa              |                 |                 |
| Dicembre        | Do              | Lu              | Ma              | Me              | Gi              | Ve              | Sa              | Do              | Lu              | Ma              | Me              | Gi              | Ve              | Sa              | Do              | Lu              | Ma              | Me              | Gi              | Ve              | Sa              | Do              | Lu              | Ma              | Me              | Gi              | Ve              | Sa              | Do              | Lu              | Ma              |                 |